# خوسه دونوسو
خوسه دونوسو (انگلیسی: José Donoso; ۵ اکتبر ۱۹۲۴ – ۷ دسامبر ۱۹۹۶) یک نویسنده اهل شیلی بود. دونوسو از نویسندگان مهم دوره شکوفایی ادبیات آمریکای لاتین به شمار می‌رود. وی در اعتراض به دیکتاتوری پینوشه تن به تبعیدی خودخواسته داد و چندین سال را در مکزیک، آمریکا و اسپانیا زندگی کرد. دونوسو در سال ۱۹۸۱ به شیلی بازگشت و تا زمان مرگش در سال ۱۹۹۶ در زادگاهش بود. وی پس از بازگشت به شیلی، اقدام به راه‌اندازی کارگاه داستان‌نویسی کرد که این کارگاه نقش مهمی در پرورش نسل جدیدی از نویسندگان شیلیایی داشت.
آثار او با مضامینی چون سکشوالیته، بحران هویت، روانشناسی و طنزی تلخ گره خورده است.

پس از مرگ دونوسو، دست‌نوشته‌هایش در دانشگاه آیووا از تمایلات همجنسگرایانه وی پرده برداشت، مسئله‌ای که جنجال بسیاری را در شیلی به دنبال داشت.
او در نوامبر ۱۹۹۹۰ برنده جایزه ملی ادبیات شیلی شد، وقتی نظر و احساسش را دربارهٔ دریافت این جایزه پرسیدند، گفت: «انگار کسی میخی به دیوار کوبیده تا تصویر بعد از مرگ مرا از آن آویزان کند!»